# 札幌競馬倶楽部
札幌競馬倶楽部（さっぽろけいばくらぶ）は、かつて日本において競馬を施行していた団体で競馬倶楽部のひとつ。1910年、北海道競馬会が改称する形で設立された。1937年、日本競馬会発足に伴い解散。

## 設立に至る経緯

### 札幌共同競馬会社
札幌競馬倶楽部のそもそもの母体は、札幌育種場競馬の運営組織として1879年に設立された札幌共同競馬会社である。同社は「会社」という名称を用いているものの法律上の会社ではなく、実質的に官が運営する競馬施行体であった。同社が主催する札幌育種場競馬においては屯田軍馬や開拓使所有の馬が競走馬として用いられ、競馬開催の費用は入場料のほか、開拓史からの補助金や北海道在住の公務員からの出資金などで賄われていた。
1881年には明治天皇が北海道行幸の際に札幌競馬を観戦、お雇い外国人の開拓使エドウィン・ダンがダブリン号に騎乗している。
1882年、同社の財政を支えていた開拓使が廃止され、以後は軍馬の品種改良のためには競馬の存在が不可欠であるとする陸軍少将永山武四郎を中心とする屯田兵本部の支援を受け存続することとなり
1886年、廃県置庁に伴い北海道庁が設置されることを受け札幌育種場競馬場は廃止され、1887年には中島遊園地競馬場に移転した。
札幌共同競馬会社の札幌育種場競馬時代の競走馬から中央に進出して全国的な活躍を見せたのが英（ハナブサ）号である。1887年春、横浜競馬場において婦人財嚢競走に、上野不忍池競馬場において皇族下賜賞典競走に優勝するなど活躍を見せ、当時、最強の日本馬と言われた。

### 北海道乗馬会
1905年、長らく興行不振に陥っていた札幌共同競馬会社は競馬事業を北海道乗馬会に譲渡した。

### 北海道競馬会
同じく1905年、桂太郎内閣のもとで馬券の発売を黙許する通達が出され、翌1906年4月に東京競馬会が主催する競馬が成功を収めると、日本各地で政府公認の競馬会を設立する動きが活発化する。当時札幌において競馬を主催していた北海道乗馬会もまた、政府公認の競馬会を設立するべく活動を開始。1906年10月10日に同会競馬部が分離独立する形で北海道競馬会を設立。翌1907年4月24日、社団法人として政府の認可を受けた。
なお、このとき設立の要件として一定以上の規模の競馬場を有することとされたが、札幌における従来の競馬場（中島遊園地競馬場）はコース長が足りず要件を満たしていなかったため、1907年には北海道乗馬会が北海道競馬会とは別に設立した札幌馬匹奨励株式会社が琴似川東岸にあった子取川農場の敷地を買収して新競馬場を建設した（子取川競馬場）。これが現在の札幌競馬場である。
新設した子取川競馬場（現在の札幌競馬場)はコース長1マイル(1600メートル)コース幅約38.2メートルの馬場を持ち、4棟の厩舎を新築、2棟の馬見所（スタンド）は中島遊園地競馬場から移設した。
競馬黙許にあたって設立された北海道競馬会は明治40年秋に第一回目の競馬を行う。翌明治41年春秋の競馬は盛大に行われた。しかし、馬券は黙認であって公認ではなく、したがって規則や取り締まりも明確ではなく、いたずらに射幸に走るものが多く弊害が大きかったので政府は明治41年10月馬券発売を禁止した。賭けが黙認されることで成立した日本各地の競馬会は大混乱し、北海道競馬会も同じく動揺した。全国の競馬会は馬券復活を求めて大々的に政治活動に乗り出し多くの衆議院議員を味方に引き入れるが政府および貴族院の態度は硬く、結局は馬券公認はならず、各競馬会への補助金で折り合う。北海道競馬会の持田謹也も馬券復活を求めて盛んに政治活動を行った者の代表の一人である。この明治39年から明治41年までの馬券黙許に伴う日本各地での競馬会と競馬場の林立、賭博としての競馬の隆盛と弊害、再度の馬券禁止とその混乱の時代を「馬券黙許時代」という。馬券黙許時代の次に来るのは補助金競馬である。札幌の競馬もこの流れにのみ込まれていく。

### 札幌競馬倶楽部
1908年、黙許されていた馬券の発売が禁止され、日本の競馬が馬券黙許時代から補助金競馬へと移行した際に、全国の馬券発売つまり営利団体としての公認競馬会は営利を目的としない競馬倶楽部への組織変更を要求された。北海道競馬会はそれを受け入れる形で1910年、札幌競馬倶楽部と組織変えをした。札幌競馬場の事実上の所有者は北海道競馬会が出資金を集めて設立した北海道馬匹奨励会社だったので北海道競馬会は北海道馬匹奨励会社の株主には出資金相当額の債権を出して権利を買い取る。北海道馬匹奨励会社を解散して札幌競馬場の所有を北海道競馬会に移したうえで、公益法人としての社団法人札幌競馬倶楽部へとなった。
各地の競馬会は馬券が禁止されて寂寞となるが、札幌競馬倶楽部は北海道乗馬会時代からの馬匹改良の目的に向かって努力を続け、春・秋の定期開催を続け馬券黙許時代とも遜色のない盛大な競馬を開催する。